# 廣義省
廣義省（越南语：／）是越南中南沿海地區的一个省，省莅广义市。

## 地理
广义省北接峴港市，南接嘉莱省，东临南中国海。

## 历史

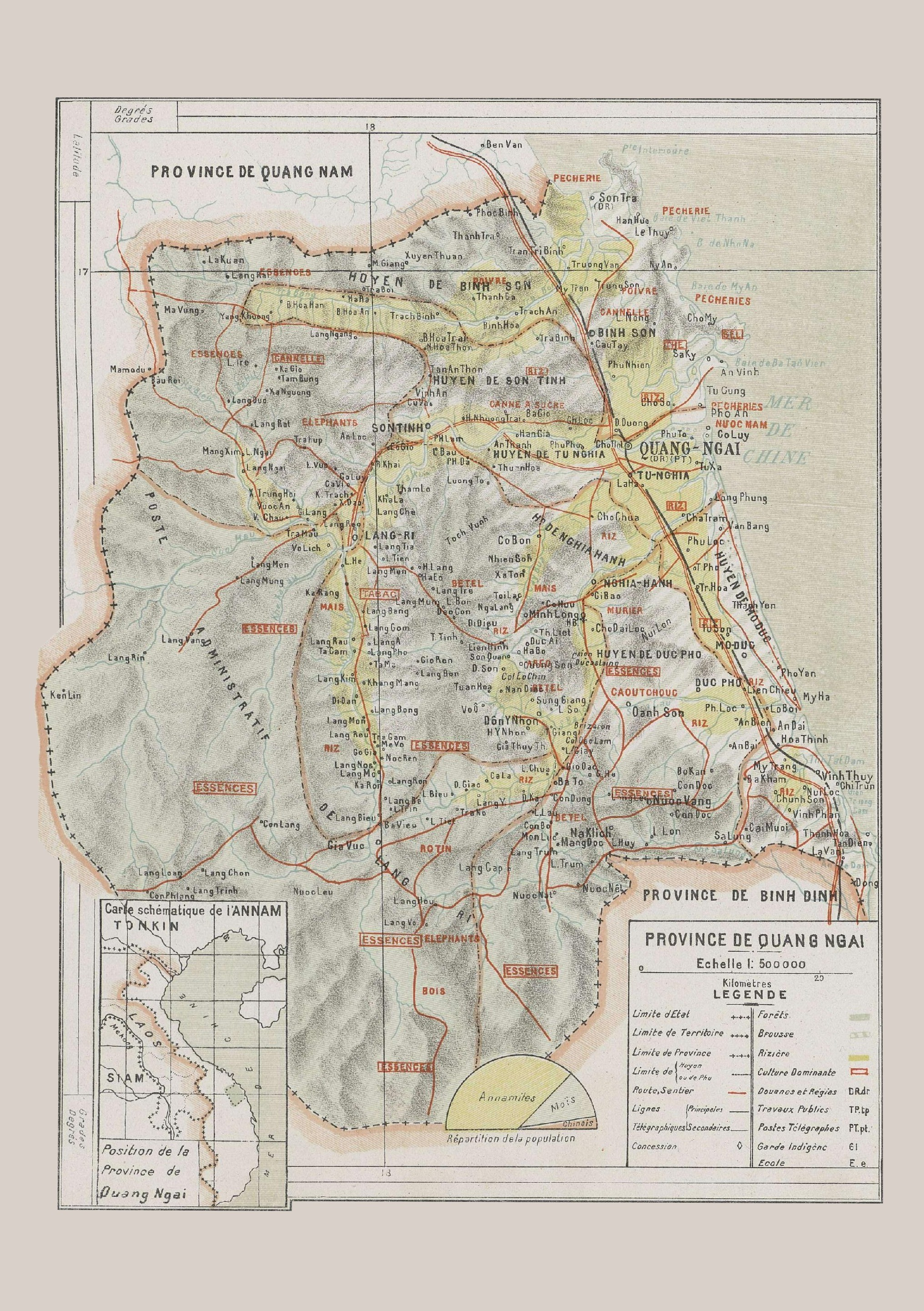
法属印度支那时期的廣義省地图

1976年2月，广义省和平定省合并为义平省，广义省区域包括广义市社、波澌县、平山县、德普县、慕德县、义明县、山河县、山静县、茶蓬县1市社8县。
1981年8月24日，义明县分设为义行县和明隆县，广义市社析置思义县，广义市社拼写由“Quảng Nghĩa”调整为“Quảng Ngãi”。
1989年6月30日，义平省恢复分设为平定省和广义省，广义省下辖广义市社、平山县、茶蓬县、山静县、山河县、思义县、明隆县、义行县、慕德县、德普县、波澌县1市社10县，省莅广义市社。
1993年1月1日，平山县析置理山县。
1994年8月6日，山河县析置山西县。
2002年12月23日，广义市社被评定为三级城市。
2003年12月1日，茶蓬县析置西茶县。
2005年8月26日，广义市社改制为广义市。
2013年12月12日，山静县9社和思义县3社划归广义市管辖。
2015年9月24日，广义市被评定为二级城市。
2020年1月10日，德普县改制为德普市社，西茶县并入茶蓬县，理山县废除社级行政单位，由县直接管辖各村。
2025年7月1日和原崑嵩省合併。

## 行政區劃
廣義省下轄1市1市社11縣，省莅广义市。
- 廣義市（Thành phố Quảng Ngãi）
- 德普市社（Thị xã Đức Phổ）
- 波澌縣（Huyện Ba Tơ）
- 平山縣（Huyện Bình Sơn）
- 理山縣（Huyện Lý Sơn）
- 明隆縣（Huyện Minh Long）
- 慕德縣（Huyện Mộ Đức）
- 義行縣（Huyện Nghĩa Hành）
- 山河縣（Huyện Sơn Hà）
- 山西縣（Huyện Sơn Tây）
- 山靜縣（Huyện Sơn Tịnh）
- 茶蓬縣（Huyện Trà Bồng）
- 思義縣（Huyện Tư Nghĩa）

## 特产
茶蓬桂子是廣義省的特產。

## 外部連結
- 广义省电子信息门户网站 （页面存档备份，存于）（越南文）